# 老安道爾體育場
老安道爾體育場是一座位於安道爾老安道爾的小型足球場。可容納1249人。球場也有田徑跑道。安道爾最高層級的兩個足球賽事：安道爾足球甲級聯賽和乙级联赛（Segona Divisió）的所有賽事都於本球場與Camp d’Esports d’Aixovall舉行。